# 闊堅齒鱷屬
闊堅齒鱷屬（學名：Eutretauranosuchus）屬於中真鱷類的稜角鱗鱷科。化石發現於美國科羅拉多州的花園公園、乾梅薩採石場，以及懷俄明州的科摩崖。目前已發現數個標本。
闊堅齒鱷的模式種是E. delfsi，是在1967年由Charles Mook命名。正模標本是一個亞成年體化石，包含一個頭骨與部分骨骼，是在50年代由克里夫蘭自然史博物館的人員發現於花園公園。這個標本的身長約1.77公尺，重量約18公斤；成年的闊堅齒鱷可以達到更大的體型。
與同時期的稜角鱗鱷相比，闊堅齒鱷的齶骨有額外的洞孔，另有其他的不同處。闊堅齒鱷可能是半水生的掠食動物，以魚類、中至小型的陸棲脊椎動物為食。